# La grande peccatrice (film 1963)
La grande peccatrice (La baie des Anges) è un film del 1963 diretto da Jacques Demy.

## Trama
Jean Fournier è un giovane impiegato di banca che vive a Parigi con il padre vedovo. Dopo aver accompagnato il suo collega Caron in un casinò ed aver vinto alla roulette, decide di fare una vacanza sulla Costa Azzurra, nonostante l'avvertimento di suo padre che i giocatori d'azzardo alla fine perdono sempre.
Nel casinò di Nizza incontra Jackie Demaistre, una donna di mezza età che ha lasciato suo marito e il suo bambino per inseguire la sua compulsione per il gioco d'azzardo. I due sviluppano una connessione emotiva, anche se lei lo avverte che sacrificherà qualsiasi cosa per continuare a giocare, non per i soldi, dice lei, ma per il brivido. Poiché i suoi restanti effetti personali sono in una valigia alla stazione ferroviaria, dove ha intenzione di dormire, lui la invita a passare la notte nella sua stanza d'albergo.
Di ritorno al casinò, i due vincono una fortuna con cui, dopo aver comprato un'auto sportiva e abiti eleganti, prendono una suite a Monte Carlo e vanno al casinò a giocare alla roulette. Perdendo tutto, prendono il treno per tornare a Nizza, dove Jean convince suo padre a mandargli un po' di soldi. Quando anche questi vengono persi al casinò, Jean decide di smettere e se ne va, dicendo che sta tornando a Parigi. Ferita da questo rifiuto, Jackie gli dice arrabbiata di andare. Poco dopo, lei lo rincorre e i due si abbracciano.

## Accoglienza
Il titolo italiano, come già per Les Demoiselles de Rochefort, tradotto Josephine, diventa La grande peccatrice in linea con un'estromissione di luoghi come Rochefort e Baia degli Angeli. Qualche anno dopo The Pied Piper sarà invece connotato, nella traduzione del titolo, a un luogo preciso. Questo film, insieme a Model Shop tra quelli meno visti del regista come scrivono Thierry Jousse e Marcos Uzal, è riabilitato nella collana periodica dedicata ai cineasti di Cahiers du cinéma dove, tra l'altro, viene ripubblicato un articolo di Jean Collet, La Bahie des anges, uscito su Cahiers du cinéma nell'aprile del 1963.